# Nepellier
Nepellier est un ancien village qui était implanté sur le ban actuel de Nanteuil-sur-Aisne (Ardennes)

## Géographie
Il ne reste aucune implantation de ce village disparu. Il en reste toutefois des traces dans la toponymie : deux lieux-dits Le Népellier et Le petit Népellier, dans le sud du territoire communal, aux limites des bans d'Acy-Romance et d'Avançon. Des photographies aériennes ont monté les traces de l'implantation gallo-romaine.

## Histoire
Ce qui fut le village de Nepellier fut habité depuis l’Âge du fer. Comme toute la région du nord de la Champagne, il fut ravagé lors de la Fronde, et Nepellier n'est que l'un des villages disparus entre Reims, Rethel et Vouziers.